# 冷泉持為
冷泉 持為（れいぜい もちため）は、室町時代中期の公卿・歌人。権大納言・冷泉為尹の子。官位は正三位・権大納言。下冷泉家の祖。

## 経歴
応永8年（1401年）、冷泉為尹の次男（または三男）として誕生。
後小松天皇や4代将軍・足利義持の寵愛を受け、「持」の偏諱を受け持和を名乗る（後に持為と改名）。応永29年（1422年）正五位下、永享元年（1429年）従四位下に叙せられる。しかし6代将軍となった足利義教には忌避され、後小松院崩御後の永享6年（1434年）に出仕を止められた。嘉吉元年（1441年）に義教が暗殺されると復帰して、翌嘉吉2年（1442年）従四位上に叙せられる。
左近衛中将を経て、文安5年（1448年）に従三位に叙せられて公卿に列す。翌文安6年（1449年）2月に参議に任ぜられ、改元して宝徳元年閏10月27日に侍従を兼ねた。宝徳2年（1450年）正三位・播磨権守に叙任。宝徳3年（1451年）権中納言に任ぜられた。しかし、宝徳4年（1452年）権中納言を辞任して治部卿に転じる。享徳3年（1454年）8月より病となり、権大納言に任ぜられるが、その翌日に病を理由に出家。9月1日、54歳で薨去した。

## 人物
歌人として活躍し、門弟に一条兼良や木戸孝範、中原康富等がいる。嘉吉3年（1443年）、兼良主催の前摂政家歌合ほか、多くの歌合への出詠が知られる。家集に『持為卿詠草』、『為富集』、著書に『古今和歌集解』、『古今和歌集抄』がある。

## 官歴
※以下、註釈の無いものは『公卿補任』の記載に従う。
- 応永29年（1422年）正月5日：正五位下に叙す[3]。
- 永享元年（1429年）-月-日：従四位下に叙す[3]。
- 嘉吉2年（1442年）正月5日：従四位上に叙す[3]。
- 文安5年（1448年）正月11日：従三位に叙す。
- 文安6年/宝徳元年（1449年）2月16日：参議に任ず。閏10月27日：侍従を兼ぬ。
- 宝徳2年（1450年）3月29日：播磨権守を兼ぬ。-月-日：正三位に叙す。
- 宝徳3年（1451年）3月26日：権中納言に任ず。
- 宝徳4年（1452年）2月17日：権中納言を辞す。-月-日：治部卿に任ず。
- 享徳3年（1454年）8月16日：権大納言に任ず。8月17日：出家。9月1日：薨去。享年54。

## 系譜
- 父：冷泉為尹
- 母：不詳
- 妻：不詳
  - 女子：春芳院 - 藤大納言局、足利義政の家女房
  - 男子：冷泉政為（1446-1523） - 足利義政の偏諱を受ける、初名は成為
  - 男子：相国寺僧